# Ugo Porcelli
Ugo Porcelli (Tripoli, 22 agosto 1944) è un autore televisivo e produttore televisivo italiano.

## Biografia
Laureato in legge, iniziò la sua carriera alla RAI lavorando alla radio, leggendo massime di grandi pensatori durante programmi musicali. Durante questa attività conobbe Renzo Arbore, con il quale strinse un sodalizio artistico di grande spessore, che portò alla nascita di programmi cult della radio come Alto gradimento, e della televisione come L'altra domenica, che ottennero grandissimo successo.
A metà degli anni settanta impostò il palinsesto della prima radio privata romana, l'emittente radiotelevisiva GBR, per la quale ingaggiò molti futuri artisti e presentatori RAI, tra i quali Federico Biagione, Antonello Baranta, Fernando Silori e Mimma Nocelli. 
Nel 1980 lasciò la RAI per dirigere l'ufficio romano della multinazionale statunitense CBS Records. Nell'81 produsse come delegato RAI il film Il Pap'occhio, con Renzo Arbore, Luciano De Crescenzo e Roberto Benigni. Fu direttore di programmi televisivi di spettacolo del gruppo Rizzoli-Cineriz e di Retequattro della Arnoldo Mondadori Editore, per la quale produsse la prima edizione del Maurizio Costanzo Show, Cipria, condotto da Enzo Tortora, Un Milione al Secondo, condotto da Pippo Baudo, e M'ama non m'ama, condotto da Marco Predolin e Sabina Ciuffini.
Il successo di Ugo Porcelli continuò poi con Telepatria International (1981), Quelli della notte (1985), Marisa la nuit, con Marisa Laurito, DOC, Indietro tutta, Doc International, Stasera mi butto (1990-1991), che lanciò Giorgio Panariello, Neri Marcorè, Max Giusti, Emanuela Aureli, Alessandro Greco, Carlo Frisi, Battaglia e Miseferi e tanti altri. Successivamente fu produttore artistico di Buonasera Raffaella, con Raffaella Carrà, uno spettacolo le cui ultime puntate furono, per la prima volta per la RAI, prodotte e trasmesse direttamente da New York.
Firmò la fiction Investigatori d'Italia (1987), Il caso Sanremo (1990), con Renzo Arbore, Lino Banfi e Michele Mirabella, il varietà Raimondo e le altre (1991) e Caro Totò, ti voglio presentare... (1992).
Con Paolo Bonolis: I cervelloni (1994), Beato tra le donne e Fantastica italiana (1995).
Successivamente le edizioni di Domenica in del 1999, con Tullio Solenghi e Giancarlo Magalli, e del 2000, con Amadeus.
A partire dai primi anni del XXI secolo, Ugo Porcelli riprese la collaborazione con Pippo Baudo, per il quale fu autore della 52ª e della 53ª edizione del Festival di Sanremo e di 50, serie di puntate in prima serata su Rai 3 sui cinquant'anni della televisione in Italia.
Nel 2004 produsse e ideò Off Off Sanremo, con il quale la RAI iniziò le trasmissioni del suo primo canale digitale terrestre. Per la prima volta si sperimentava un programma interattivo con il pubblico per commentare in diretta il Festival di Sanremo.
Dal 2005 al 2010 fu tra gli autori di Domenica In - Ieri, Oggi, Domani e di Domenica In - Sette Giorni di Pippo Baudo.